# Age of Empires II: The Conquerors
Age of Empires II: The Conquerors (укр. Епоха Імперій 2: Завойовники) — доповнення до відеогри Age of Empires II: Age of Kings, випущене компанією Ensemble Studios у 2000 році. Крім змін у геймплеї, в грі додані нові цивілізації: ацтеки, майя, гуни, корейці, іспанці, 3 нових кампанії, 11 юнітів, 4 технології та нові карти.

## Оновлення

### Загальні
Оновлення додає до гри 5 нових націй, з них 2 — нового американського регіону — індіанців майя та ацтеків. Вони не мають кавалерії та вогнепальної зброї, але володіють сильними піхотицями. Унікальні юніти індіанців та додаткові юніти інших націй мають звичайну та елітну версії. Війська націй Старого світу отримали нових базових воїнів: алебардників, що мають бонус атаки проти кавалерії; гусарів — швидких, сильних проти монахів вершників, стійких до захоплення й атак стрільців і веж, але вразливих до атак піхоти й кавалерії; підривників — саперного підрозділу, озброєного вибухівкою, що завдає сильних ушкоджень спорудам, гинучи сам. Також було додано нові вдосконалення торгівлі, стрільців, монахів та кавалерії. Баланс протиборчих сторін було уточнено та змінено дизайн низки об'єктів.

### Нові нації
| Регіон            | Нація   | Особливості | Чудо                         |
| ----------------- | ------- | --- | ---------------------------- |
| Америка           | Ацтеки  | Мають на старті більше золота. Робітники здатні переносити більше ресурсів. Війська наймають на 15 % швидше. Монахи (жерці) збільшують запас здоров'я з кожним вивченням нової технології в храмі. Воїн-орел — швидкий піхотний підрозділ з широким оглядом і бонусом до атаки проти монахів. Воїн-ягуар має бонус до атаки проти піхоти. Командний бонус: реліквії генерують на 33 % більше золота.                                                                                        | Велика піраміда Теночтітлана |
| Америка           | Майя    | Мають на старті додаткового робітника, але менше дерева. Запаси ресурсів вичерпуються на 20 % довше. Піші лучники наймають дешевше з кожною історичною добою. Лучник з плюмажем — унікальний підрозділ майя, швидкий стійкий стрілець але слабший, ніж інші лучники. Командний бонус: стіни на 50 % дешевші. | Храм великого ягуара         |
| Західна Європа    | Іспанці | На 30 % швидше зводять будівлі. Дослідження в кузні не потребують золота. Сухопутна і водна артилерія стріляє швидше. Конкістадор — унікальний підрозділ кінний канонір, ефективний на близькій дистанції. Місіонер — монах-вершник з меншим радіусом огляду, ніж у звичайних монахів. Не може підбирати реліквії, але ефективний проти повільних підрозділів ближнього бою, неефективний проти швидких підрозділів і стрільців. Командний бонус: каравани приносять на 25 % більше золота. | Торре-дель-Оро               |
| Центральна Європа | Гуни    | Мають на старті обмаль дерева, але максимум очок населення. Кінні лучники дешевші в Добу фортець і Імперську добу. Требушети мають додаткові 35 % точності. Таркан — унікальний підрозділ гунів, кавалерія з бонусом до атаки проти будівель. Командний бонус: стайні працюють на 20 % швидше. | Арка Костянтина              |
| Далекий Схід      | Корейці | Робітники мають більший радіус огляду, а каміння добувають на 20 % швидше. Башти збільшують радіус атаки в Добу фортець і Імперську добу, а їх вдосконалення безкоштовні. Бойовий віз — унікальний підрозділ корейців, кінний стрілецький підрозділ з хорошою бронею. Корабель- черепаха — повільний оббитий залізом корабель, призначений для знищення кораблів противника в ближньому бою. Командний бонус: облогові знаряддя мають більшу дальність атаки.                               | Гваннйонса                   |

### Мультиплеєр
У багатокористувацькій грі було додано три нових режими. В режимі «Цар гори» гравці змагаються за володіння монументом у центрі карти. «Гонка за „Чудом“» вирізняється відсутністю битв, виграє той, хто першим збудує «Чудо». В режимі «Захист „Чуда“» один гравець володіє «Чудом» і повинен оборонити його від знищення іншим гравцем. При цьому обидва мають всі технології та починають в Імперській добі.
Союзникам під керуванням ШІ в мультиплеєрі стало можливо давати команди й просити ресурси. В реплеях ігор стали зберігатися повідомлення чату. Також стало можливо створювати скриншоти всієї карти цілком.

## Сюжет
Age of Empires II: The Conquerors містить 3 нових кампанії. Кожна кампанія, як і раніше, складається з 6 місій із зростаючою складністю. В їх основі лежать події з життя історичних персонажів. The Conquerors містить кампанії за Аттілу (гуни), Ель Сіда (іспанці), Монтесуму (ацтеки), а також набір не пов'язаних між собою різних місій «Битви завойовників».

### Кампанія за Аттілу
Вожді гунів, брати Атілла й Бледа, загрожують римлянам завоюванням. Бледа зраджує брата під час полювання. Атіллі доводиться знищити табори скіфів, персів або римлян, щоб помститися брату. Після цього він набігає на римські села та збирає армію, з якою вирушає на Константинополь, Маркіанополь і Філліполь, змушуючи римлян заплатити йому великий відкуп. Атілла завойовує Орлеан, Мец та Бургундію. Проти нього виступають римляни, алани та вестготи, але програють. Атілла приходить під стіни Риму, де з ним зустрічається Папа Лев I та переконує піти в обмін на сплату данини.

### Кампанія за Ель Сіда
Сід Кампеадор (Ель Сід) стає чемпіоном короля Санчо II, перемігши військо його брата Альфонсо. Він придушує повстання в Толедо, та коли Альфонсо стає королем після вбивства Санчо, він виганяє Сіда. Той шукає собі місце, де Сід збирає сили та допомагає Мотаміду перемогти Рамона-Беренгера II. Сід блокує шлях до Сарагоси, змушуючи укласти мир. Він захищає короля від атаки Юсуфа ібн Ташфіна, знищивши ворожі доки. Король виганяє його вдруге, Сід прямує через Денію та Льєйду до Валенсії. Йому вдається захопити місто, але його невдовзі бере в облогу Юсуф. Ель Сід гине, але його тіло ставлять на замку, щоб військо думало наче він живий і не втратило бойового духу. Іспанці долають Юсуфа та продовжують Реконкісту.

### Кампанія за Монтесуму
Монтесума прагне захопити чотири храми і поміщає в них реліквії, щоб отримати пророцтва. Йому вдається змусити приєднатися міста Тлатілько, Тепанек і Сошимілко й виступити проти Тласкали. Тексоко й Тлакопан зраджують ацтеків, тож Монтесума збирає військо та визволяє полонених, щоб завдати рішучого удару. В Америку прибувають іспанці та захоплюють Табаско. Тласкала приєднуються до завойовників, Монтесума намагається боротися проти обох ворогів. Коли він виступає за укладення миру, його вбивають соратники. Його наступник Куатемок не дає іспанцям збудувати «Чудо» в Теночтітлані та виганяє їх з міста, після чого знищує війська Тласкали та іспанців при Отумбі (в реальності іспанці виграли битву). Захопивши коней та артилерію, ацтеки добивають залишки завойовників і зрадників і повертають контроль над Теночтітланом .

### Битви завойовників
Набір додаткових місій «Битви завойовників» включає в себе 8 різних завдань, в яких відображено низку значущих моментів і події, що відбулися у світовій історії:
1. Гастінгс (франки) — заснована на Битві при Гастінгсі, де Вільгельм Завойовник вторгається до Британії.
2. Азенкур (британці) — заснована на Битві під Азенкуром. Війська Генріха V намагаються пробитися додому після невдалого походу на Францію.
3. Вінландаська сага (вікінги) — заснована на Вінландських сагах, присвячена Еріку Рудому, що прибуває у Вінланд аби заснувати там колонію.
4. Тур (франки) — відтворює Битву при Турі. Карл Мартел протистоїть вторгненню арабів.
5. Лепанто (іспанці) — заснована на Битві при Лепанто. Іспанці захищають «Чудо» від нападу турків.
6. Манцикерт (турки) — відтворює Битву біля Манцикерту. Турки протистоять армії Візантії.
7. Нор'янг (корейці) — відтворює Битву при Нор'янзі. Корейці протистоять вторгненню японців.
8. Кіото (японці) — заснована на Битві в Ямазакі. Присвячена заколоту Акеті Міцухіде проти Оди Нобунаґи.